# 王舍人站
王舍人站是济南轨道交通3号线的地铁车站，位于中华人民共和国山东省济南市历城区王舍人街道工业北路与冷水路交叉口地下，2019年12月28日投入运营，靠近济南恒大城。

## 车站构造
本站位于工业北路和规划冷水路交叉口。工业北路规划红线宽度为70m，冷水路规划红线宽度为35m。车站南侧为建成的恒大城，西北象限为山东太平石材市场，东北象限为已拆迁空地。用地规划以商业用地和居住用地为主。
本站为标准地下二层岛式车站。车站地下一层为站厅层，地下二层为为站台层，有效站台宽度为11m。

## 运营
每日22:00以后，地铁3号线推出“大站快车”服务，开行4列由机场南站往龙洞站方向的列车，到达本站时间分别为22:36、22:51、23:11、23:31，本站为停车站，只出不进。

## 出入口
车站共设置5个出入口。
| 編號                  | 指示                                         |
| --------------------- | -------------------------------------------- |
| 出口 · A              | 工业北路与冷水路交叉口西北(太平石材市场东侧) |
| BRT公交换乘口         | 工业北路路中，BRT地铁王舍人公交站西侧        |
| 出口 · B · 升降机标志 | 工业北路与冷水路交叉口东北(翡丽公馆南侧)     |
| 出口 · C              | 工业北路与冷水路交叉口东南(恒大城北侧)       |
| 出口 · D              | 工业北路与冷水路交叉口西南(万虹广场东侧)     |
| 註： 設有             |                                              |

### 临近地点
- 济南市国土局历城分局王舍人国土所
- 历城区综合执法大队王舍人中队
- 历城区里仁学校
- 王舍人实验小学
- 济南恒大城
- 银座万虹广场
- 恒大商业广场
- 山东太平石材市场